# Ballyroan
Ballyroan (iriska: Baile Átha an Róine) är en ort i grevskapet Laois i Republiken Irland. Orten ligger mellan Abbeyleix och Portlaoise, längs vägen R425. Tätorten (settlement) Ballyroan hade 563 invånare vid folkräkningen 2016.